# Porażenie Todda
Porażenie Todda lub porażenie ponapadowe Todda – wystąpienie po napadzie padaczkowym przejściowych, utrzymujących się od kilku minut do kilku godzin, objawów porażenia połowiczego, które następnie samoistnie całkowicie ustępują.
Przyczyna wystąpienia tego zjawiska jest nieznana. Porażenie Todda nie wymaga leczenia. Według niektórych autorów wystąpienie porażenia Todda zwiększa ryzyko wystąpienia kolejnego napadu padaczkowego.
Wymaga różnicowania z udarem mózgu.
Pierwszy opis tego porażenia podał Robert Bentley Todd w 1849.
Porażenie Todda może wystąpić po ponad 13% napadów padaczkowych.